# 黃隆 (足球運動員)
黃隆（1981年1月13日—），中国足球运动员，司职中场。现在效力于中乙联赛球队梅县铁汉。

## 生平
黄隆早年被广东省体工队选中，来到广州接受专业的足球训练。 在广东省体工队训练两年后，黄隆随全家迁到了深圳。黄隆在高中毕业那年，广东省体院曾有意特招他，但这个时候，深圳平安队也在招二队队员，黄隆最终选择了加盟平安二队。
2001年末，深圳平安二队跟厦门队进行了一场教学赛，厦门队一名教练邀请黄隆试训，最终黄隆成为了厦门队的队员，他正式开始了自己的职业生涯。
2002年，在厦门队的第一年，黄隆并没有打上主力，但他却完成了一名业余运动员到职业运动员的过程，2005年初他离开効力了三年的厦门队转会到了浙江绿城。
2006年，黄隆协助浙江绿城夺得中甲联赛亚军，成功升上中超联赛。
2010年，黄隆离开了杭州绿城加盟深圳红钻，黄隆为深圳红钻出场27次，其中24次首发，并有一球进账，是球队的主力后腰。赛季结束后，黄隆与红钻的合约到期，双方并没有续约。
2011年3月，黄隆以自由转会方式加盟深圳市的另一支球队深圳凤凰。同年6月，凤凰队因财转让被迁往广州，球队易名为广州富力后黄隆継续在球队効力并隨隊沖超成功。
2012年夏，在新任主帥法里亞斯的戰術中打不上比賽的黃隆與俱樂部協商離隊，但合同仍在富力，後隨深圳紅鉆時的教練張增群和朱波代表半職業球隊深圳寅午參加中丙聯賽。
2013年，黄隆租借加盟乙级联赛球队深圳风鹏，由于表現不佳半年后被提前結束合同。翌年，黄隆加盟另一支乙级联赛球队梅县客家。
2015年，黄隆重返被冠名为深圳宇恒的深圳足球俱乐部效力。
2016年，黄隆未有在深圳佳兆业一线队报名，被下放预备队。
2017年，黄隆重返梅县铁汉效力。